# 额下回
额下回（英文：Inferior frontal gyrus）是大脑额叶最底部的脑回，属于前额叶皮质。 额下回上方与额下沟相连（相隔额中回），下方与外侧沟相连（相隔颞上回），后方与中央前沟相连。

## 结构
依据细胞架构，额下回有三个不同的区域，分别是：岛盖部、三角部、眶部：
- 岛盖部（Opercular part）属于布罗德曼分区系统的第44分区，是布若卡氏区的一部分[4][5]
- 三角部（Triangular part）属于布罗德曼分区系统的第45分区，是布若卡氏区的一部分[6]
- 眶部（英语：Orbital part of inferior frontal gyrus）（Orbital part）属于布罗德曼分区系统的第47分区[7]

## 功能
额下回包括了布若卡氏区，是人类语言中枢的重要部分，大多数人的布若卡氏区位于左侧大脑半球。